# Sangria (Emma Muscat)
Sangria è un singolo della cantautrice maltese Emma Muscat, in collaborazione con il rapper italiano Astol, pubblicato il 3 luglio 2020.

## Descrizione
Il brano, scritto da entrambi gli artisti con Fabio Pizzoli, Jacopo Angelo Ettorre, in arte Jacopo Èt, e Vincenzo Colella, è prodotto da ITACA, team fondato dal duo musicale Merk & Kremont.

## Controversie
Il brano ha ricevuto accuse di plagio dalla stampa belga, che ha comparato la canzone a Teleromeo delle K3.

## Video musicale
Il video musicale, diretto da Colin Azzopardi, è stato pubblicato il 6 luglio 2020 attraverso il canale YouTube della Warner Music Italy.

## Tracce
Testi di Emma Louise Marie Muscat, Fabio Pizzoli, Jacopo Angelo Ettorre, Pasquale Giannetti e Vincenzo Colella, musiche di Eugenio Maimone, Federico Mercuri, Giordano Cremona e Leonardo Grillotti.
1. Sangria (feat. Astol) – 3:01

## Formazione
- Emma Muscat – voce
- Pasquale "Astol" Giannetti – voce
- Andrea DB Debernardi – masterizzazione, missaggio
- Federico Mercuri – programmazione, produzione
- Giordano Cremona – produzione
- Leonardo Grillotti – programmazione

## Classifiche
| Classifica (2020) | Posizione massima |
| ----------------- | ----------------- |
| Italia            | 58                |